# Post Mortem (serial telewizyjny)
Post Mortem (niem. Post Mortem: Familiengrab, 2007–2008) – niemiecki serial kryminalny nadawany w Polsce na kanale AXN Crime.

## Opis fabuły
Doktor Daniel Koch (Hannes Jaenicke) specjalizuje się w medycynie sądowej. Wraz ze swoimi współpracownikami bada ciała ofiar zbrodni. Wykorzystując swoją wiedzę i wieloletnie doświadczenie, pomaga policji w skomplikowanych śledztwach. Skrupulatnie analizuje dowody pozostawione na ciałach ofiar, co pozwala mu ustalić dokładne przyczyny i czas śmierci. Każda wskazówka stanowi ważny element układanki, która prowadzi do odkrycia prawdy i wskazania zabójcy.

## Obsada
- Hannes Jaenicke jako doktor Daniel Koch
- Anne Cathrin Buhtz jako doktor Vera Bergmann
- Charly Hübner jako doktor Thomas Renner
- Mirko Lang jako doktor Frederick Peyn
- Therese Hämer jako doktor Carolin Moritz
- Tilo Nest jako komisarz Ralf Brandt
- Thomas Meinhardt jako komisarz Krause